# Két igazság tana
A két igazság tana (tibeti: bden pa gnyis) a buddhizmusban az igazság két szintje között tesz különbsége: relatív vagy hétköznapi értelemben vett igazság, valamint abszolút vagy legvégső igazság. A tibeti buddhizmusban a legvégső valóság az üresség szinonimája
A két igazság tanát legelőször Nágárdzsuna, ókori buddhista filozófus fogalmazta meg teljes formájában.

## Eredete és kialakulása
Annak ellenére, hogy a két igazság fogalmát a madhjamaka iskolával szokás azonosítani, az eredete egészen a buddhizmus legkorábbi formájáig nyúlik  vissza.

### Páli kánon
A páli kánonban nem „alacsonyabb” és „magasabb” szintű igazságot különböztetnek meg, hanem ugyan azon igazságot kétféleképpen magyarázzák. Ez alapján egy szövegrész vagy egy egész szutta lehet nejjattha, szamuti vagy vohára. A nítattha (páli; szanszkrit: nítártha), "végérvényes, végleges jelentésű" és nejjattha (páli; szanszkrit: nejártha), „további következtetésre, értelmezésre szorul”. Ezekkel a fogalmakkal jelölték a szövegeket, hogy további következtetésre, értelmezésre szorulnak-e:
|  | „Kétféle ember van, akik hamisan képviselik a Tathágathát. Melyik kettő? Az, aki egy közvetett jelentésű szuttát közvetlen jelentésűként mutat be és az, aki egy közvetlen jelentésű szuttát közvetett jelentésűként mutat be.” |
|  | |

A szammuti vagy szamuti (páli; szanszkrit: szamvritti, azaz "általános vélemény, konvenció", és a paramattha (páli; szanszkrit: paramártha), azaz "legvégső" igazságokat különböztetik meg egymástól. A vohára (páli; szanszkrit: vjavahára, "konvenció, szokás" kifejezés is használatos, amelynek jelentése megegyezik a szammuti-val.

### Théraváda
A théravádin szövegek magyarázói kibővítették ezeket a kategóriákat és nem csak kifejezésekre használták őket, hanem a kifejezett igazságokra is:
|  | „A Megvilágosodott, a tanítók legjobbja, két igazságról beszélt, konvencionális és magasabb szintű; harmadikat nem állapított meg; a konvencionális állítás igaz a konvenciók miatt, a magasabb szintű állítás igaz, mivel az az események igaz jellegére vonatkozik.” |
|  | |

### Pradzsnyáptiváda
A pradzsnyaptiváda iskola konvencionális és legvégső értelemben tett különbséget és a fogalmat kibővítette a metafizikai-fenomenológiai alkotóelemekre (dharmas) is. A különbség tehát a ténylegesen létező (tattva) és a kizárólag fogalmi valóságok közé helyeződött.

### Madhjamaka

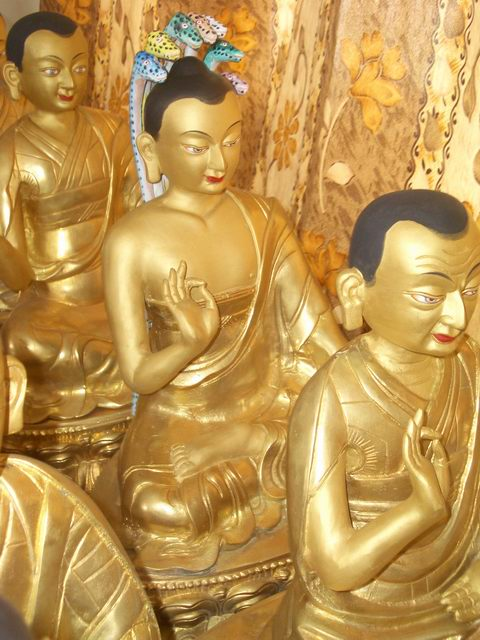
Nágárdzsuna szobra egy tibeti kolostorban, az indiai Kullu város közelében

A két igazság közötti különbséget (szatjadvajavibhága) részletesen kifejtették a madhjamaka iskolában. Nágárdzsuna Múlamadhjamakakáriká című művében arra használja ezt, hogy megvédje a függő keletkezés (pratítjaszamutpáda) értelmezését az ürességgel (súnjata) szemben:
|  | „Buddha dharmatanítása két igazságra támaszkodik: a világi konvenciók igazsága és a legvégső igazság. Azok, akik nem értik a kettő közötti különbséget, azok nem értik Buddha alapvető igazságát. A konvencionális igazság alapja nélkül nem tanítható a legvégső igazság jelentősége. A legvégső igazság jelentőségének megértése nélkül nem lehet elérni a megvilágosodást.” |
|  | |

Nágárdzsuna szavaival:
|  | „8. A buddhák dharmatanításai két igazságot hagynak meg: A hétköznapi értelemben vett és a legmagasabb értelmű igazság. 9. Azok, akik nem értik a különbséget (vibhagam) a két igazság között Nem értik Buddha tanításának a „lényegét” (tattva). 10. Az igazság legmagasabb értelmét nem lehet a gyakorlati viselkedéstől függetlenül tanítani, És a legmagasabb értelmezés megértése nélkül nem érthető meg a nirvána.” |
|  | |

Nágárdzsuna saját állítását a Kaccsájanagotta-szuttára alapozta, amelyben Buddha egy Kaccsájana Gotta nevű szerzetesnek beszél a helyes szemléletről a nihilizmus és az eternalizmus közötti középúton keresztül:
|  | „Kaccsána, a világban általában két nézet létezik: a létezés világnézete2 és a nem-létezés világnézete3. Amikor valaki tiszta tudással látja a világ keletkezését, ahogyan az valójában van, akkor az, hogy „a világ nem létezik”, nem merül fel benne. Amikor valaki tiszta tudással látja a világ megszűnését, ahogyan az valójában van, akkor az, hogy „a világ létezik”, nem merül fel benne..” |
|  | |

## A buddhista hagyományokban

### Jógácsára
A jógácsára iskola a megkülönbözteti a tudat három jelleget (laksana) egymástól. Az első a nyelvhasználat, s az ehhez kapcsolódó gondolkodás és a képzelt jelleg (parikalpita-laksana), ami a tapasztalt tárgyat látszólagos minőségekkel ruházza fel. A második, függő jelleg (paratantra-laksana) a függő keletkezés elve. A harmadik a beteljesült jelleg (pari-nispanna-laksana), amely által felismerhető a tartamok üressége, önvalótlansága és az Olyanság trikája (amely szerint s buddháknak három teste van).

### Lankávatára szútra
A szigetre-lépés szútrája (Lankávatára szútra) a legelső iratok közé tartozik, amelyekben már egységes filozófiai koncepcióvá érett a jógácsára tanítás. Ez tartalmazza a nyolcféle tudat ismeretelméleti rendszerét, az előbbiekben ismertetett három jelleget, valamint az ezekhez kapcsolt szellemi megvalósítási út koncepcióját.  A buddhista iskolák előszeretettel foglalkoztak a tudatállapotok, tudatfajták és tudattartalmak osztályozásával, amely nemcsak az abhidharma filozófiában tekintett vissza nagy hagyományokra, hanem a mahájána bölcseleti alapját képező pradzsnyá-páramitá-irodalomban is. A Lankávatára szútra nyolcféle tudatot (vidzsnyána) sorol fel. A hat, érzékszervekhez kapcsolódó tudaton és a gondolkodó tudaton (manasz) túl új elemnek számít a minden tudomások alapját képező tárház-tudat (álaja-vidzsnyána).

### Hua-jen buddhizmus
A kínai Tang-dinasztia korában virágzó, mahájána buddhista filozófiához tartozó hua-jen iskola (vagy „virágfüzér”) a szanszkrit Virágfüzér szútrán (kínai: Hua-jen csing) és a hozzátartozó terjedelmes szövegmagyarázatokon alapszik. A virágfüzér kifejezés a mély megértés megkoronázó dicsfényét szimbolizálja. A hua-jen iskola legfontosabb filozófiai jelentősége a metafizika területén mutatkozik meg. Ez a kölcsönös elégedettség és a minden jelenség értelmezésének tana, ahogy az Indra hálójában is szerepel. Egy dolog tartalmaz minden más létező dolgot és minden létező dolog tartalmazza azt az egy dolgot.
A hua-jen egyik tanítása a négy dharma-dhátu (négy elválasztottság), amelyben a valóságra négyféleképpen tekintenek:
1. minden dharma egy egyedüli, különálló esemény;
2. minden esemény az abszolút kifejeződésének számít;
3. az események és az esszencia (lényeg) egymásba olvadnak;
4. az események egymásba olvadnak.[13]

### Az abszolút és a relatív a zen buddhizmusban

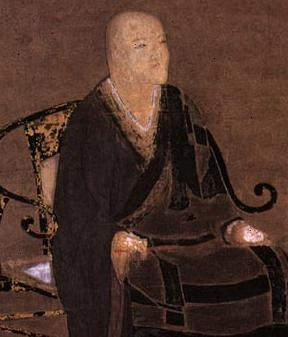
Dógen, japán zen mester

A zen buddhizmus tanításai bizonyos polaritások mentén vannak kifejtve: Buddha-természet - súnjata, abszolút és relatív, hirtelen és fokozatos megvilágosodás.
A Pradzsnyápáramitá szútrák és a madhjamaka kihangsúlyozzák a forma és az üresség nondualitását: a Szív szútrában foglaltak szerint a forma üresség, az üresség forma.
Az az elképzelés, hogy a végső valóság jelen van a hétköznapi relatív valóságban jól beleillett a kínai kultúrába, amelyben kiemelt fontosságú volt a világi élet és a társadalom. Viszont korábban azt nem határozták meg, miképp van jelen a végső valóság a relatív valóságban. Ezekre adnak magyarázatot Tozan öt rangja és a tíz bika történetek.

### Koreai buddhizmus
Az előbb említett abszolút és relatív valóság polaritását szintén kifejezi „az esszencia és a funkció” elmélete. Az abszolút az esszencia és a relatív a funkció. Ezekre nem különálló valóságként tekintenek, hanem ezek egymásba olvadóként. Ez a megkülönböztetés nem zár ki más gondolatrendszereket, mint például a neng-szo vagy az „alany-tárgy konstrukciók” elméleteit, még ha a kettő egymástól teljesen különbözik is.
A koreai buddhizmusban az esszencia-funkciót szintén kifejezi a „test” és a „test funkciói”. Az egyik használatos metafora a „lámpa és a fénye” (Platform szútra), ahol a lámpa az esszencia és a fénye a funkció.

### Tibeti buddhizmus

#### Nyingma
A tibeti buddhizmusban a nyingma hagyomány a legkorábbi buddhista iskola, amelyet a legelső szanszkrit szövegek tibeti nyelvre történő lefordítása után alapítottak a 8. században. Csu Mipham (1846–1912) Sántaraksita (725–788) Madhjamálamkára című művéhez készített szövegmagyarázatában a következőket írja:
|  | „Ha valaki hosszú ideig képzi magát a két igazság egységén, az elfogadás szintje jelentkezni fog. Az ilyen módon megszerzett meggyőződéssel, amely az intellektuális tudásnál magasabb szintű, és annak gyakorlásával elérhető. Buddha és a bodhiszattvák pontosan így értették a megszabadulás elérésének módját.” |
|  | |

#### Dzogcsen
A dzogcsen filozófia úgy tekint a két igazságra, hogy az végső soron beleolvad a nondualitásba és megélt élményként nem különböznek egymástól.

### Nyomtatott források
- Conze, Edward (1959). Buddhism: Its Essence and Development. New York, USA: Harper and Row.
- NAGARJUNA AND THE LIMITS OF THOUGHT. In: Philosophy East & West Volume 53, Number 1 January 2003 1–21 (2003)
- The Oxford Handbook of World Philosophy (2011)
- Gethin, Rupert. Foundations of Buddhism. pp. 207, 235–245
- Jayatilleke, K.N. Early Buddhist Theory of Knowledge. George Allen and Unwin, 1963
- Kasulis, Thomas P.. Ch'an Spirituality. In: Buddhist Spirituality. Later China, Korea, Japan and the Modern World; edited by Takeuchi Yoshinori. Motilal Banarsidass (2003)
- Keown, Damien. Dictionary of Buddhism. Oxford University Press, 2003
- Liang-Chieh. The Record of Tung-shan, William F. Powell (translator), Kuroda Institute (1986)
- Lopez, Donald S., "A Study of Svatantrika", Snow Lion Publications, 1987, pp. 192–217.
- McCagney, Nancy. The Philosophy of Openness. Rowman and Littlefield, 1997
- McRae, John. Seeing Through Zen. The University Press Group Ltd (2003)
- Monier-Williams, Monier; Leumann, Ernst; Cappeller, Carl (1899). A Sanskrit-English Dictionary, etymologically and philologically arranged with special reference to cognate Indo-European languages, Oxford: The Clarendon press
- Newland, Guy (1992). The Two Truths: in the Mādhyamika Philosophy of the Ge-luk-ba Order of Tibetan Buddhism. Ithaca, New York, USA: Snow Lion Publications. ISBN 0-937938-79-3
- Puligandla, Ramakrishna. Fundamentals of Indian Philosophy. D.K. Printworld (P) Ltd. (1997)
- Renard, Gary. The Disappearance of the Universe. Hay House (2004)
- Suzuki, Daisetz Teitaro, The Lankavatara Sutra, A Mahayana Text Routledge Kegan Paul, 1932
- Wilber, Ken. Integral Psychology. Shambhala Publications (2000)